# Pferdediebe am Missouri
Pferdediebe am Missouri ist ein US-amerikanischer Western aus dem Jahr 1948 von Robert L. Lippert sr. mit James Ellison und Mary Beth Hughes in den Hauptrollen. Der Film wurde von Crestwood Pictures produziert.

## Handlung
Eigentlich hatte Duke Barnum geplant, eine Postkutsche zu überfallen. Kurz bevor er zur Tat schreiten will, bemerkt er einen Reiter, der von drei anderen verfolgt wird. Er eilt zur Hilfe und kann einen der Verfolger verwunden. Im nahen Jacksonville erzählt der Kutscher Sheriff Harrison, er habe den angehenden Räuber schon eine halbe Meile voraus mit dem Feldstecher gesehen. 
Duke lernt derweil Jane Cooper kennen, die Tochter des auf einen Rollstuhl angewiesenen Ranchers Charlie Cooper. Für ihn managt der Cowboy Riley Morgan die Geschäfte. 
Benachbarte Rancher beschweren sich, dass Cooper zu viele der Wildpferd der Gegend einfangen lässt und somit die Fortpflanzungsmöglichkeiten der Herde beeinträchtigen. Auf der Suche nach dem verhinderten Räuber kommt Sherrif Harrison auf die Cooper-Ranch. Auch die drei Reiter, die Duke verfolgt hat, erscheinen. Harrison nimmt Duke fest, doch Terry Williams, die verfolgte Reiterin, klärt die Sache zu Gunsten Dukes auf. Williams ist das Mündel des Ranchers Remedy Williams.
Jane kann ihren Vater überzeugen, für ein Jahr auf das Einfangen weiterer Wildpferde zu verzichten, damit sich die Herde erholen kann. Morgan verfolgt jedoch eigene Pläne und will so viele Pferde wie möglich fangen. Er besticht einen der kleineren Rancher, um nachts die gefangenen Pferde über dessen Land treiben zu können. Dies wird jedoch von anderen Ranchern beobachtet, die ein weggeworfenes Brandeisen der Cooper-Ranch finden. Morgan hat das Eisen absichtlich verloren, um die Rivalität zwischen Cooper und den anderen Ranchern anzuheizen. Da Cooper Harrison zum Sheriffsposten verholfen hat, ist es für Morgan nicht schwer, einige seiner Männer zu Deputies machen zu lassen. Die Männer führen einige der mit dem Cooper-Brandzeichen versehenen Pferde zu einer anderen Koppel und beschuldigen den Besitzer des Pferdediebstahls. Der Mann wird getötet, angeblich wegen Widerstandes. 
Die anderen Rancher vereinigen sich gegen Cooper. Duke will die Situation entschärfen und spricht mit Cooper. Als er danach das Ranchhaus verlässt, verliert er unbemerkt sein Halstuch. Cooper hört, wie Morgan seinen Handlanger Hank Davis beauftragt, weitere Pferde zu anderen Koppeln zu führen. Cooper zieht seine Pistole und legt auf Morgan an, der ihn jedoch überwältigen und mit Dukes Halstuch erdrosseln kann. Duke wird des Mordes angeklagt, während Morgan Davis für sein Schweigen bezahlt. Da kein Anwalt Duke verteidigen will, übernimmt Remedy den Fall selber. Trotz allem wird Duke schuldig gesprochen. Remedy verhilft Duke zur Flucht, der jedoch auf der Suche nach einem Versteck von Jane in die Schulter geschossen wird. 
Morgen kann durch Zwangsvollstreckungen mehrere der kleineren Ranches übernehmen. Als Remedy seine Post abholt, öffnet er versehentlich einen für Morgan bestimmten Brief. Der Brief ist von Davis, der mehr Geld für sein Schweigen fordert. Morgan findet heraus, dass Remedy den verräterischen Brief in Besitz hat. Remedy ergreift die Flucht, wird jedoch bei einer Flussüberquerung von Morgan niedergeschossen. Duke hält sich auf Remedys Ranch versteckt, wo ihn Jane findet, als er von Terry versorgt wird. Jane bietet ihm ihre Hilfe an, als der verletzte Remedy auf der Ranch erscheint und den Brief an Duke gibt. Duke übergibt den Brief an Sheriff Harrison und besiegt Morgan in einem Faustkampf.

## Hintergrund
Gedreht wurde der Film von Mitte August bis Anfang September 1948 in Oregon (u. a. Medford, Tal des Rogue River) sowie in den Universal-Studios in Universal City.
Verantwortliche Toningenieure waren Mac Dalgleish, Harry Kusnick und Victor B. Appel.

## Veröffentlichung
Die Premiere des Films fand am 27. Dezember 1948 statt. In der Bundesrepublik Deutschland kam er am 5. September 1952 in die Kinos.

## Kritiken
Das Lexikon des internationalen Films schrieb: „Bescheidener B-Western in äußerst schlichter Gestaltung.“
Der Kritiker des TV Guide sah einen durchschnittlichen Western mit der üblichen Geschichte, wunderschön im südlichen Oregon gefilmt und mit einem schlagkräftigen Finale.